# Kilian Martin
Pour les articles homonymes, voir Martin.
 (décembre 2011).
 (mai 2011).
Kilian Martin Navarro (né en juillet 1987 à Madrid) est un skateboarder professionnel espagnol. Il vit principalement à Madrid.

## Biographie
À l'âge de 10 ans, Kilian rejoint une école de gymnastique à Madrid. Dans un même temps, il est passionné par le surf mais l'océan est à six heures de route et une pratique quotidienne du surf est presque impossible pour lui. Grandissant entouré de béton et d'asphalte, il réalise que les techniques du skateboard peuvent aider son habileté avec le surf.
Il commence à skater sur des mini-rampes et dans les rues à l'âge de 16 ans, Madrid est une des meilleures ville au monde pour apprendre le skateboard. Après avoir beaucoup roulé, il découvre le freestyle en regardant les vidéos du "Powell Peralta Ban". 
Il trouvera ensuite son style (old scool), un mélange de gymnastique, de danse et de créativité personnelle. À 21 ans, il décide d'aller en Californie améliorer son niveau. Il cherche à améliorer le skate de rue.
Il aime le skateboard car il trouve que c'est une discipline que peu de personnes peuvent pratiquer. Pour lui, c'est une voie artistique qui permet une évolution constante. Il pense plus à sa planche qu'à skater.  
Depuis, il développe son propre style qui le met définitivement dans une classe à part.
Il confectionne des vidéos avec le réalisateur Brett Novak.